# Rijksmonumentenregister
Het Rijksmonumentenregister is een register van de Nederlandse rijksoverheid dat alle rijksmonumenten bevat. Het is online te raadplegen. De database die daartoe is ingericht wordt onderhouden door de Rijksdienst voor het Cultureel Erfgoed, een onderdeel van het ministerie van Onderwijs, Cultuur en Wetenschap. In 2022 bevatte het register zo'n 63.000 gebouwde of archeologische monumenten. De meeste daarvan zijn woonhuizen die als rijksmonument zijn aangewezen.

## Inhoud
De database bevat de volgende gegevens:
- het unieke monumentnummer
- beschermingsstatus
- een omschrijving van het monument
- het adres (de "plaatselijke aanduiding")
- perceelsnummer (kadastrale aanduiding)
- inschrijvingsgegevens

Daarnaast kan men, indien het monument deel uitmaakt van een groter geheel, ook een complexnummer vinden en eventueel voorhanden zijnde overige gegevens.